# Lauffen am Neckar
Lauffen am Neckar este un oraș din landul Baden-Württemberg, Germania.